# Вотсонтаун (Пенсилванија)
Вотсонтаун (енгл. Watsontown) град је у америчкој савезној држави Пенсилванија.

## Демографија
По попису из 2010. године број становника је 2.351, што је 96 (4,3%) становника више него 2000. године.
| Група             | 2000.         | 2010.         |
| Белци             | 2.220 (98,4%) | 2.277 (96,9%) |
| Афроамериканци    | 9 (0,4%)      | 14 (0,6%)     |
| Азијати           | 3 (0,1%)      | 18 (0,8%)     |
| Хиспаноамериканци | 8 (0,4%)      | 25 (1,1%)     |
| Укупно            | 2.255         | 2.351         |